# Csang Cshangszon
Csang Cshangszon (hangul: 장창선, handzsa: 張昌宣, RR: Jang Chang-seon; 1942. június 12. –) dél-koreai birkózó. Az 1964. évi nyári olimpiai játékokon lepkesúlyban ezüstérmet szerzett. Az 1966-os világbajnokságon aranyérmet szerzett.